# Los Verdes de Villena
Los Verdes de Villena es la denominación que adopta el partido político ecologista Los Verdes de Europa en el municipio español de Villena (Alicante). Está asociado a Verds-Equo País Valencià.
Está presente en casi todos los municipios de la comarca de Alto Vinalopó bien en solitario o en coalición o integrado en Compromís.
En las elecciones municipales de los municipios que integra la comarca Alto Vinalopó se presenta en solitario con el apoyo externo de Verds Equo del País Valencià en las demás elecciones (provinciales, autonómicas, generales, europeas…) se presenta integrado en Verds Equo del País Valencià.

## Historia
Los Verdes de Villena nació en 1986, cuando con motivo del referéndum sobre la permanencia a la OTAN de 1986, una serie de personas del municipio de tendencias naturistas, ecologistas y antimilitaristas decidieron formar una alternativa política con el ecologismo político como referente.
En 1987, Los Verdes de Villena hicieron historia, al obtener el primer concejal ecologista elegido en toda España, Francisco Navarro Maestre. Los resultados electorales de Los Verdes continuaron mejorando hasta lograr 5 concejales en las elecciones municipales de 2011, hecho que permitió a su cabeza de lista, Javier Esquembre, convertirse en el primer alcalde ecologista de España gracias a un pacto tripartito. En las elecciones municipales de 2015 no solo mantuvo su presencia en el ayuntamiento sino que, al obtener el número histórico de 11 concejales, logró gobernar con mayoría absoluta.
Con respecto a las elecciones de ámbito superior, Los Verdes de Villena apoyaron la candidatura del Bloc Nacionalista Valencià en las elecciones a las Cortes Valencianas de 1999. En 2008 se integraron en la coalición Bloc-Iniciativa-Verds para las elecciones generales de ese año. En 2010, anunciaron su apoyo a Coalició Compromís para las elecciones a las Cortes Valencianas de 2011, apoyo que continuarían dando tanto a la candidatura de Compromís-Q en las elecciones generales de 2011, como a Primavera Europea en las elecciones al Parlamento Europeo.

## Relación con Equo
Los Verdes de Villena fueron uno de los firmantes de la Declaración verde de Fuenterrabía, en octubre de 2008. Esta declaración fue el inicio de un proceso de unidad entre organizaciones políticas españolas que se integraron en la Coordinadora Verde. La Coordinadora promovió candidaturas bajo la etiqueta Ecolo-Verdes para las elecciones municipales de 2011, siendo Los Verdes de Villena la candidatura de Ecolo-Verdes en Villena.
Posteriormente, la mayoría de los partidos pertenecientes a la Coordinadora se integraron en el proyecto Equo. Los Verdes de Villena fue uno de los 30 partidos y organizaciones ecologistas que participaron el 4 de junio de 2011 en un encuentro organizado por Equo para la puesta en marcha de su proyecto político. Sin embargo, poco antes del primer congreso de Equo (celebrado los días 7 y 8 de julio de 2012 en Madrid) Los Verdes de Europa anunciaron, a través de su representación en Villena, su abandono del proyecto, acusando a Equo de haberse alejado de su propósito inicial de unir a todos los partidos ecologistas de España y de no defender la implantación de Equo como tal en la Comunidad Valenciana .
Sin embargo, unos meses después, Javier Esquembre, líder de Los Verdes de Villena y alcalde de esta localidad, pidió el voto para Equo Euskadi a las elecciones al Parlamento Vasco de 2012.
Finalmente, en octubre de 2014, Javier Esquembre anunció que Los Verdes de Villena se convertían en partido asociado de Verds-Equo País Valencià.
Donde no se presentan en la Comunidad Valenciana piden el voto para la candidatura que integra a Verds Equo del País Valencià.
Fuera de la Comunidad Valenciana piden el voto para la candidatura que integra a Verdes Equo o equivalente.
En Elecciones generales de España de 2023 piden el voto para Sumar (coalición) o equivalente.